# Nederlandse kampioenschappen schaatsen afstanden 2019 - 1500 meter mannen
De 1500 meter mannen op de Nederlandse kampioenschappen schaatsen afstanden 2019 werd gereden op vrijdag 29 december 2018 in ijsstadion Thialf te Heerenveen. Er namen twintig mannen deel.

## Statistieken

### Uitslag
| Positie | Schaatser          | Paar | Baan | Tijd       |
| ------- | ------------------ | ---- | ---- | ---------- |
| Goud    | Kjeld Nuis         | 9    | I    | 1:44.02    |
| Zilver  | Patrick Roest      | 9    | O    | 1:44.20    |
| Brons   | Thomas Krol        | 10   | O    | 1:44.74    |
| 4       | Sven Kramer        | 8    | I    | 1:45.35    |
| 5       | Douwe de Vries     | 8    | O    | 1:46.05    |
| 6       | Wesly Dijs         | 6    | O    | 1:46.35 PR |
| 7       | Marcel Bosker      | 10   | I    | 1:47.26    |
| 8       | Gijs Esders        | 7    | O    | 1:47.48 PR |
| 9       | Chris Huizinga     | 6    | I    | 1:48.06    |
| 10      | Louis Hollaar      | 7    | I    | 1:48.20    |
| 11      | Tijmen Snel        | 3    | I    | 1:48.37 PR |
| 12      | Pim Schipper       | 5    | I    | 1:48.52    |
| 13      | Jos de Vos         | 5    | O    | 1:49.01    |
| 14      | Martijn van Oosten | 3    | O    | 1:49.19    |
| 15      | Tjerk de Boer      | 4    | O    | 1:49.91    |
| 16      | Simon Schouten     | 4    | I    | 1:49.93    |
| 17      | Jorick Duijzer     | 1    | I    | 1:50.44    |
| 18      | Teun de Wit        | 1    | O    | 1:50.81    |
| 19      | Thomas Geerdinck   | 2    | I    | 1:51.18    |
| 20      | Jan Hamers         | 2    | O    | 1:52.03    |

Bron:
 Scheidsrechter: D. Melis 
 Starter: J. Rosing

 Van 14:31:00uur tot 16:03:51uur

### Loting
| Rit | Binnenbaan       | Buitenbaan         |
| --- | ---------------- | ------------------ |
| 1   | Jorick Duijzer   | Teun de Wit        |
| 2   | Thomas Geerdinck | Jan Hamers         |
| 3   | Tijmen Snel      | Martijn van Oosten |
| 4   | Simon Schouten   | Tjerk de Boer      |
| 5   | Pim Schipper     | Jos de Vos         |
| 6   | Chris Huizinga   | Wesly Dijs         |
| 7   | Louis Hollaar    | Gijs Esders        |
| 8   | Sven Kramer      | Douwe de Vries     |
| 9   | Kjeld Nuis       | Patrick Roest      |
| 10  | Marcel Bosker    | Thomas Krol        |

1987 · 
1988 · 
1989 · 
1990 · 
1991 · 
1992 · 
1993 · 
1994 · 
1995 · 
1996 · 
1997 · 
1998 · 
1999 · 
2000 · 
2001 · 
2002 · 
2003 · 
2004 · 
2005 · 
2006 · 
2007 · 
2008 · 
2009 · 
2010 · 
2011 · 
2012 · 
2013 · 
2014 · 
2015 · 
2016 · 
2017 · 
2018 · 
2019 · 
2020 · 
2021 · 
2022 · 
2023 · 
2024 · 
2025